# Paramnemynellus
Paramnemynellus är ett släkte av skalbaggar. Paramnemynellus ingår i familjen vivlar.
Kladogram enligt Catalogue of Life:
| Paramnemynellus | \| \| Paramnemynellus rusticus \| \| \| \| |
|                 | \| \| Paramnemynellus rusticus \| \| \| \| |
|                 | Paramnemynellus rusticus                   |
|                 |                                            |